# Sơn Hải, An Giang
Sơn Hải là một xã thuộc huyện Kiên Lương, tỉnh Kiên Giang, Việt Nam.

## Địa lý
Xã Sơn Hải có địa giới hành chính bao gồm toàn bộ quần đảo Bà Lụa, một quần đảo nằm trong vịnh Thái Lan, cách mũi Hòn Chông khoảng 6 km về phía tây.
Xã Sơn Hải có diện tích 4,40 km², dân số năm 2020 là 2.495 người, mật độ dân số đạt 567 người/km².
Dân cư sống tập trung tại hai ấp là Hòn Heo và Hòn Ngang.

## Hành chính
Xã Sơn Hải được chia thành 2 ấp: Hòn Heo, Hòn Ngang.

## Lịch sử
Trước đây, xã có tên là Bà Lụa, ban đầu thuộc huyện Kiên Hải.
Ngày 27 tháng 9 năm 1983, Hội đồng Bộ trưởng ban hành Quyết định số 107-HĐBT. Theo đó, đổi tên xã Bà Lụa thành xã Sơn Hải.
Ngày 17 tháng 8 năm 2000, Chính phủ ban hành Nghị định 33/2000/NĐ-CP. Theo đó, chuyển xã Sơn Hải thuộc huyện Kiên Hải về huyện Kiên Lương quản lý.